# Macrotoma natala
Macrotoma natala es una especie de escarabajo longicornio del género Macrotoma, tribu Macrotomini, orden Coleoptera. Fue descrita por Thomson en 1861.

## Descripción
Mide 62-77 mm de longitud.

## Distribución
Se distribuye por Angola, Botsuana, Etiopía, Kenia, Malaui, Mozambique, Namibia, Uganda, República Democrática del Congo, República de Sudáfrica, Ruanda, Somalia, Tanzania, Zambia y Zimbabue.